# アフガニスタン王国

アフガニスタン王国
د افغانستان واکمنان（パシュトー語）
پادشاهي افغانستان（ペルシア語）

国歌: ای شاهِ غیور و مهربانِ ما（アラビア語）
私たちの勇敢で高貴な王

アフガニスタン王国（アフガニスタンおうこく、パシュトー語: د افغانستان واکمنان, Dǝ Afġānistān wākmanān、ペルシア語: پادشاهي افغانستان, Pādešāhī-ye Afġānistān）は1926年にアフガニスタン首長国の後継国家として成立した国。初代国王アマーヌッラー・ハーンが首長に即位した7年後、王を称したことで成立した。

## 歴史
アマーヌッラー・ハーンはソビエト連邦との間で中立条約を結び、国の安定化、現代化を務めたが、保守勢力の反発で社会不安が生じた。1927年のヨーロッパ訪問中に反乱が再び勃発すると、彼は弟イナーヤトゥッラー・シャーに譲位したが、イナーヤトゥッラー・シャーはわずか3日後に反乱の指導者ハビーブッラー・カラカーニーに権力を奪取された。その後、ハビーブッラー・カラカーニーは国制を首長国に戻した。
10か月後、アマーヌッラー・ハーンの国防相ムハンマド・ナーディル・シャーが逃亡先のイギリス領インド帝国から帰国した。彼の軍勢はイギリスの支援を受けてカーブルを奪回、ハビーブッラー・カラカーニーは停戦を提案したが、逮捕されて処刑された。ムハンマド・ナーディル・シャーは国制を王国に戻し、1929年10月に国王に即位した後、アマーヌッラー・ハーンの改革を元に戻した。1933年にはその息子ザーヒル・シャーが即位、1973年まで統治した。
ザーヒル・シャーの治世中、アフガニスタンははじめてソビエト連邦、フランス第三共和政、イギリス、アメリカ合衆国など諸外国との外交関係を樹立、1934年9月27日には国際連盟に加入した。第二次世界大戦中、アフガニスタンは中立にとどまった。戦後は非同盟外交の政策を採用、1953年から1963年までの首相ムハンマド・ダーウードはアフガニスタンの現代工業と教育の発展に尽力した。1973年、ザーヒル・シャーはいとこのムハンマド・ダーウードによって廃位された（1973年アフガニスタンのクーデター）。ムハンマド・ダーウードは王政を廃止、アフガニスタン共和国を建国した。